# Dolichopeza (Nesopeza) haightensis
Dolichopeza (Nesopeza) haightensis is een tweevleugelige uit de familie langpootmuggen (Tipulidae). De soort komt voor in het Oriëntaals gebied.